# Ма Чжаньцан
Ма Чжаньцан (кит. трад. 馬占倉, спр. 马占仓, піньїнь Mǎ Zhàncāng; система Вейда-Джайлза: Ma Chan-ts'ang, Xiao'erjing: ﻣَﺎ جً ﺿْﺎ) — китайський мусульманський генерал Нової 36-ї дивізії (Національно-революційної армії), який служив під керівництвом генералів Ма Чжуньїна та Ма Хушаня. У битві під Кашгаром (1933) він відбив атаку уйгурів під проводом сирійського араба Тауфік-Бея, поранивши Тауфіка. Він воював проти киргизьких і уйгурських повстанців і знищив Першу Східно-Туркестанську республіку після перемоги над уйгурськими та киргизькими бійцями під Кашгаром, у битві за Яркенд та битві при Янгі Гіссарі в 1934 році. Він убив уйгурських вождів Тимур Бега, Абдуллу Бугру та Нур Ахмадджана Бугру.